# Bisdom Barra
Het bisdom Barra (Latijn: Dioecesis Barrensis) is een rooms-katholiek bisdom met als zetel Barra, in Brazilië. Het bisdom is suffragaan aan het aartsbisdom Feira de Santana.

## Geschiedenis
Het bisdom werd opgericht op 20 oktober 1913, uit delen van het aartsbisdom São Salvador da Bahia, en was suffragaan aan aartsbisdom São Salvador da Bahia. Op 16 januari 2002 veranderde het van kerkprovincie en werd suffragaan aan het nieuw verheven aartsbisdom Feira de Santana.

## Parochies
Het bisdom had in 2020 een oppervlakte van 44.987 km2 en telde 234.919 inwoners waarvan 98,5% rooms-katholiek was.

## Bisschoppen
- Augusto Álvaro da Silva (25 juni 1915 - 18 december 1924)
- Antônio Bezerra de Menezes (1 mei 1925 - 13 augustus 1926)
- Adalberto Accioli Sobral (22 april 1927 - 13 januari 1934)
- Rodolfo das Mercés de Oliveira Pena (8 juni 1935 - 3 januari 1942)
- João Batista Muniz (24 augustus 1942 - 9 december 1966)
- Tiago Gerardo Cloin (9 december 1966 - 24 oktober 1975)
- Orlando Octacílio Dotti (1 april 1976 - 30 mei 1983)
- Itamar Navildo Vian Cap. (29 december 1983 - 22 februari 1995)
- Luís Flávio Cappio (16 april 1997 - 31 mei 2023)
- João Batista Alves do Nascimento (31 mei 2023 - heden)

Feira de Santana (aartsbisdom) · Barra · Barreiras · Bonfim · Irecê · Juazeiro · Paulo Afonso · Ruy Barbosa · Serrinha